# Невена Глибетић Ненси
Невена Глибетић (Ужице, 12. јануар 1983), познатија као Ненси, српска је певачица и преводитељка. Наступа са Марчелом и бендом, са којима уједно компонује песме. 

## Биографија
Невена Глибетић Ненси је рођена у Ужицу, а дипломирала је на Филолошком факултету у Београду, на смеру Француски језик и књижевност.

## Музичка каријера
Невена се прикључила Марчелу и бенду 2003. године, када је гостовала на албуму De Facto. Након овог, наставила је да наступа са бендом, са којим ради и као вокална композиторка. Бенд је у 2023. прославио 20 година рада. На албуму Трећа страна медаље налази се њена песма Једра.
Свој први сингл Вриштим објавила је у априлу 2020. години, недуго након изласка песме Удахни, коју је радила са Марчелом и бендом.
Заједно са Марчелом, радила је музику за представе Доктор Нушић и Бура Кокана Младеновића. Представа Бура се и даље изводи у Српском народном позоришту у Новом Саду.
Сарађивала је и са бендом Ничим изазван на песми Далеки крај, која је 2017. године добила награду MTV Best Adria Act.

## Преводилачки рад
На српски језик је превела стрип адаптације у издању Веселог четвртка: 
- Мали Принц (стрип)[4]
- У кажњеничкој колонији
- Последњи дан на смрт осуђеног
- трилогију „Зигфрид“[1]